# اتوود، ایلینوی
اتوود (به انگلیسی: Atwood) یک روستا در ایالات متحده آمریکا است که در ایلینوی واقع شده‌است. اتوود ۱٫۶۲ کیلومتر مربع مساحت و ۱٬۲۲۴ نفر جمعیت دارد و ۲۰۱٫۷۸ متر بالاتر از سطح دریا واقع شده‌است.